# Chapelle Notre-Dame-des-Sept-Douleurs de Jodoigne-Souveraine
La chapelle Notre-Dame-des-Sept-Douleurs, ou chapelle Stevenaert, est une chapelle de style baroque située à Jodoigne-Souveraine, section de la ville belge de Jodoigne en province du Brabant wallon.

## Localisation
La chapelle Notre-Dame-des-Sept-Douleurs se dresse à front de rue, bordée d'un trottoir pavé, au no 49 de la rue de la Chapelle Stevenaert, à laquelle elle a donné son nom, au sud-ouest de la ville de Jodoigne en direction du village de Jodoigne-Souveraine,.

## Historique
La chapelle Notre-Dame-des-Sept-Douleurs a été édifiée par Melchior Stevenaert en 1688 comme l'atteste la plaque de pierre qui surmonte la porte d'esprit baroque,,,, :
Melchior

Stevenaert

At faict edi

fier cette

Chapelle le

24 may l'an

1688
Les fenêtres ont été agrandies à l'époque de Louis XVI, durant le dernier tiers du XVIIIe siècle,.

## Classement
La chapelle fait l'objet d'un classement comme monument historique et ses abords font l'objet d'un classement comme site depuis le 3 août 1956 sous la référence 25048-CLT-0003-01.
Par ailleurs, elle figure à l'Inventaire du patrimoine immobilier culturel de la Wallonie sous la référence 25048-INV-0175-02.

## Architecture

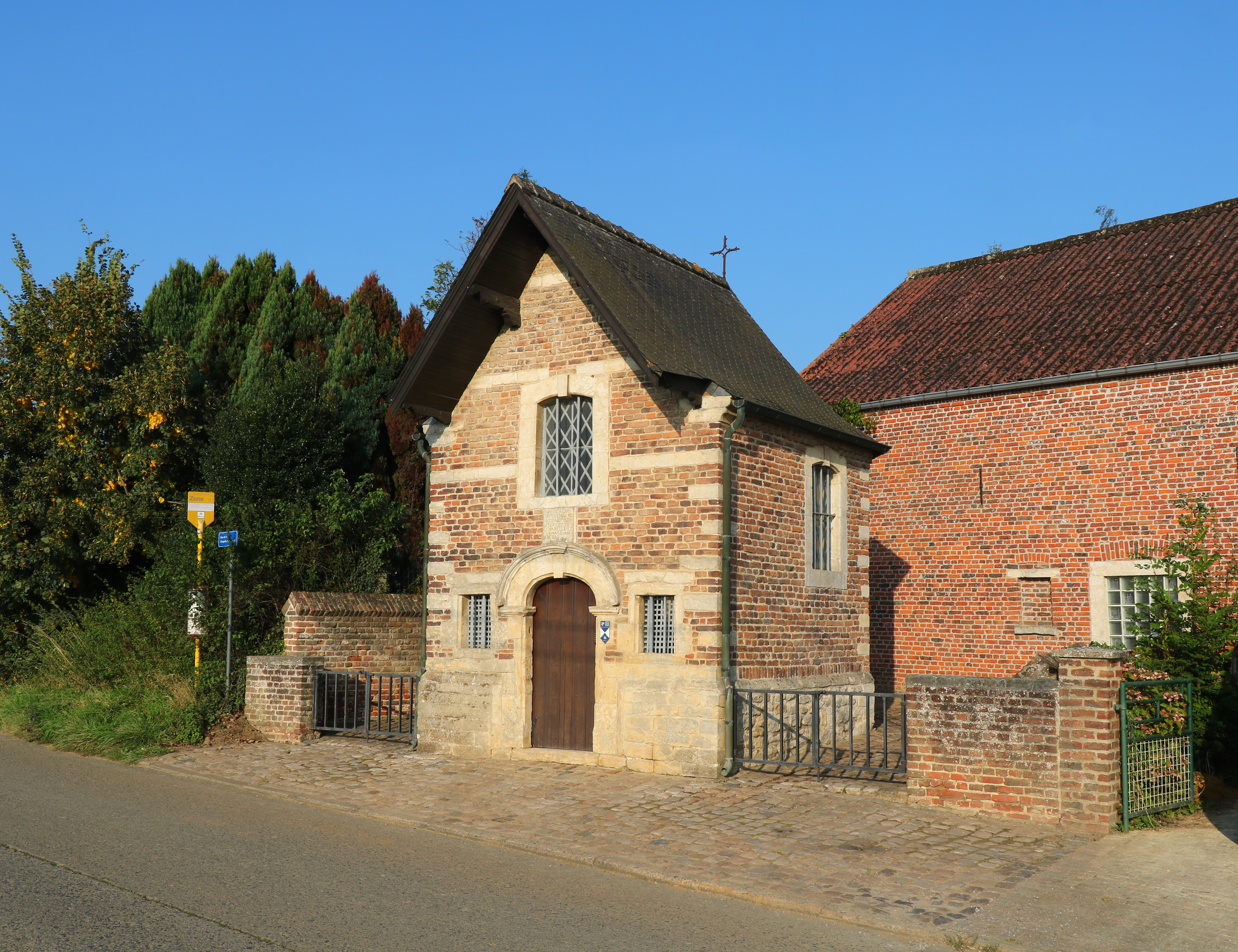
Vue.
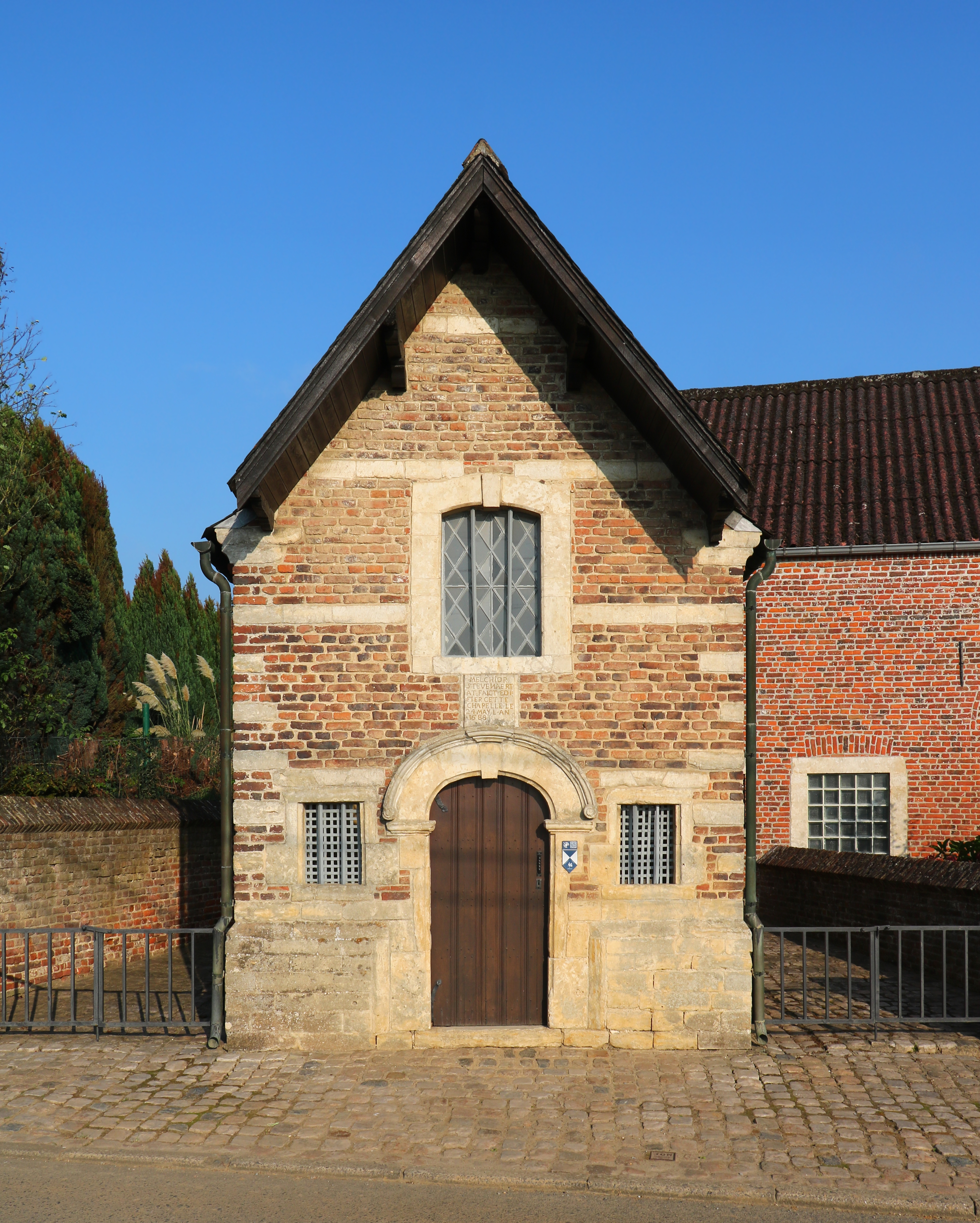
Façade.
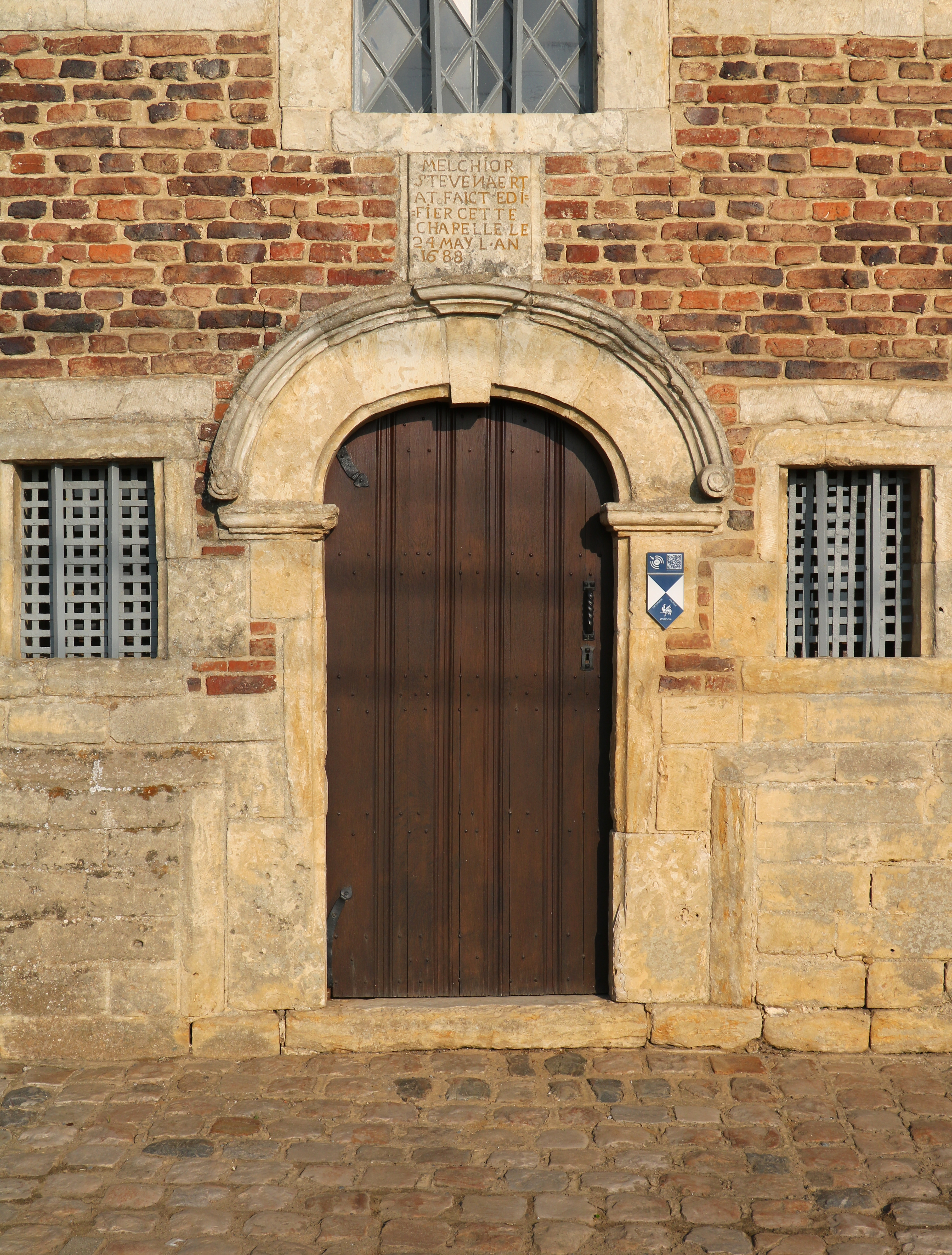
Porte baroque.
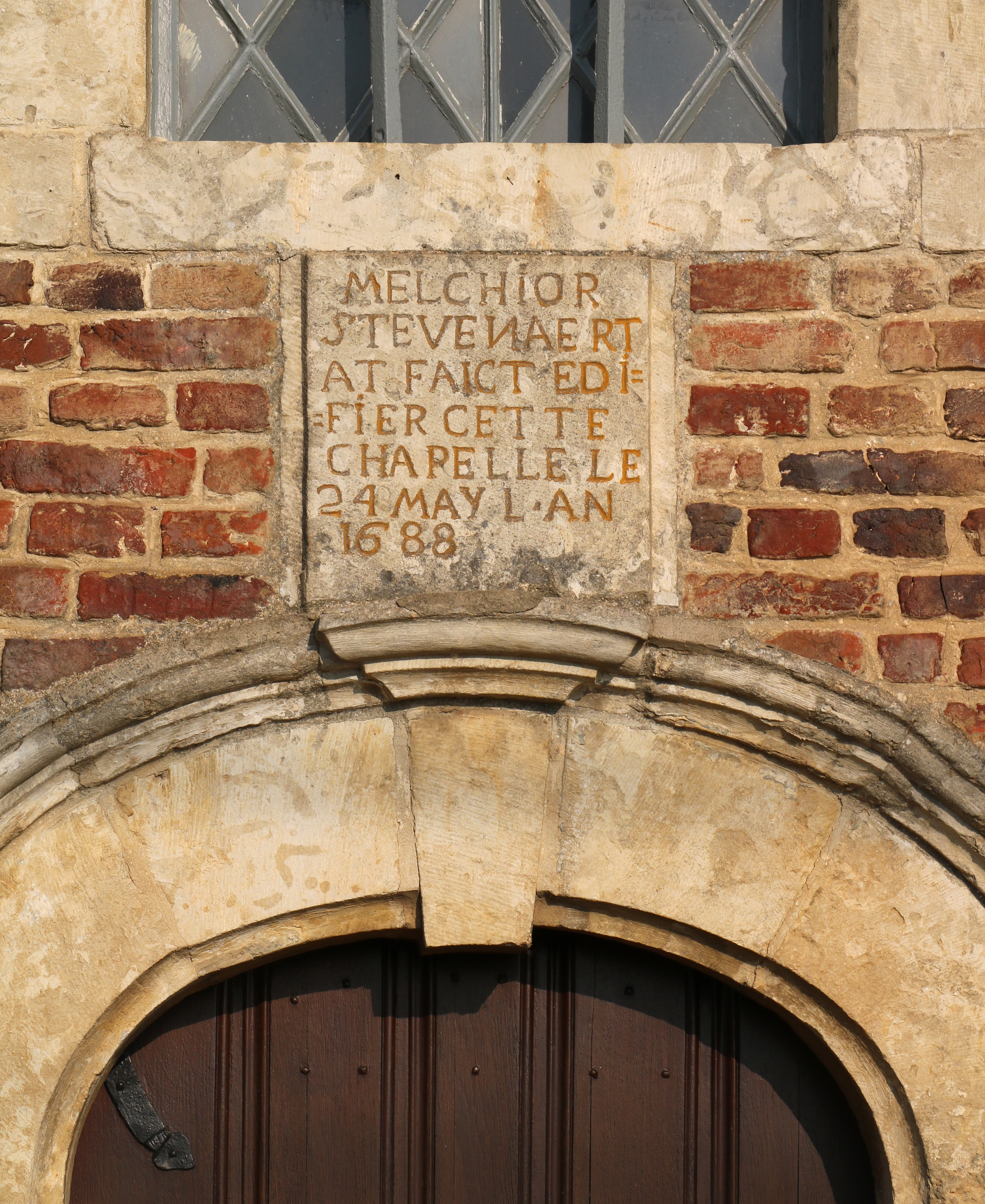
Cartouche.